# Torres de los Dientes
Las Torres de los Dientes (Carchost, ‘torre del colmillo’, y  Narchost, ‘torre de fuego’, en sindarin) son unas torres ficticias descritas en el legendarium del escritor británico J. R. R. Tolkien, que aparecen en su novela El Señor de los Anillos.

## Historia ficticia
Son dos altas y poderosas torres de piedra construidas por Gondor tras la Guerra de la Última Alianza, con el objetivo de vigilar la entrada a Mordor. Se alzaban a cada lado del paso de Cirith Gorgor, que separa las cordilleras de Ephel Dúath y Ered Lithui donde se asientan cada una de las dos torres que protegen la Puerta Negra; las altas y oscuras Torres de Narchost y Carchost.
Tras la derrota de Sauron a finales de la Segunda Edad, Gondor levanta las torres para vigilar la entrada a Mordor. Esa vigilancia se mantiene durante la Tercera Edad, pero tras la Gran Peste de 1636, muchas fortalezas son abandonadas, siendo así que, a finales de la Tercera Edad,  Sauron regresa definitivamente a Mordor y  Morannon y las torres de los dientes, son ocupadas por los orcos, que se acuartelan en ellas y las tornan contra sus anteriores ocupantes, las tropas de Gondor. 
La destrucción del Anillo Único provoca un terremoto que estremece todo Mordor, derribando las Torres de los Dientes y la Puerta Negra.